# Settle
Settle – miasto i civil parish w Wielkiej Brytanii, w Anglii, w hrabstwie North Yorkshire, w dystrykcie (unitary authority) North Yorkshire. W 2011 roku civil parish liczyła 2564 mieszkańców. Settle jest wspomniana w Domesday Book (1086) jako Setel.